# NGC 3108
NGC 3108 este o galaxie lenticulară situată în constelația Mașina Pneumatică. A fost descoperită în 28 ianuarie 1835 de către John Herschel. Se află la o distanță de 37,44 de megaparseci de Pământ.